# ميراش
ميراش (بالفارسية: میراش) هي مستوطنة تقع في إيران في Miyan Taleqan Rural District. يقدر عدد سكانها بـ 572 نسمة .